# Afonso de Portugal, bispo de Évora
D. Afonso de Portugal (1440 - 24 de Abril de 1522) foi o 43º bispo de Évora de 1485 até à sua morte.
Era filho de D. Afonso de Portugal, Marquês de Valença - primogénito de D. Afonso I, Duque  de Bragança, filho de D. João I de Portugal - com D. Brites de Sousa, filha de Martim Afonso de Sousa, senhor da Torre ou Castelo de Santo Estevão.
Obrigado a seguir o estado eclesiástico por D. João II, sendo Bispo de Évora, deixou ilustre geração de Filipa de Macedo, filha de João Gonçalves de Macedo, 1º Senhor de Melgaço, e de sua segunda mulher Isabel Gomes Rebelo: 
- D. Francisco de Portugal, 1.º conde de Vimioso (c. 1485 - Évora, 8 de Dezembro de 1549)
- D. Martinho de Portugal, arcebispo do Funchal (c. 1485 - Lisboa, 15 de Novembro de 1547)
- D. Brites de Portugal

Filipa de Macedo veio então a casar com Rui ou Manuel Drago, filho doutro Rui Drago, mas os filhos deste casal sempre se disseram filhos do Bispo D. Afonso, razão pela qual tomaram por apelido Drago de Portugal, a saber: 
- Rui Drago de Portugal, casado primeira vez com Briolanja Teixeira, com geração, e casado segunda vez com Bernarda ou Branca Martins Boto, com geração, e com geração natural
- Filipa Drago de Portugal